# کاولاتان (آیدین‌تپه)
کاولاتان (به ترکی استانبولی: Kavlatan) یک منطقهٔ مسکونی در ترکیه است که در آیدین‌تپه واقع شده‌است. کاولاتان ۱۱۲ نفر جمعیت دارد.